# Aleksander Semjonovič Kronrod
Aleksander Semjonovič Kronrod [aleksánder semjónovič krónrod] (rusko Александр Семёнович Кронрод), ruski matematik, računalnikar in izumitelj, * 22. oktober 1921, Moskva, Sovjetska zveza (sedaj Rusija), † 6. oktober 1986, Moskva.
Kronrod je najbolj znan po Gauss-Kronrodovi kvadraturni formuli, ki jo je objavil leta 1964. Pred tem se je ukvarjal tudi s problemi iz teoretične fizike. Znan je tudi po svojih dosežkih na področju ekonomije, še posebej po predlogu sprememb in računanju oblikovanja cen za Sovjetsko zvezo. Kasneje se je ukvarjal z obolelimi za rakom v medicini. Bil je očarljiva osebnost in so ga kot študenta, učitelja in vodjo občudovali.
Napisal je več znanih knjig, med njimi: Vozli in uteži kvadraturnih formul, Šestnajstmestne tabele in Pogovori o programiranju (Беседы о программировании). Njegov življenjepisec je zapisal, da je trosil svoje zamisli »levo in desno naokrog in bil pri tem resnično prepričan da avtorstvo pripada tistemu, ki jih izvaja.«

## Življenje in delo
Leta 1938 je začel študirati na Fakulteti za mehaniko in matematiko Državne univerze v Moskvi. Svoje prvo neodvisno matematično delo je izdelal skupaj s profesorjem Gelfondom. V svojem delu je opisal strukturo množice točk nezvezne funkcije odvedljive v točkah zveznosti. Njegov članek so leta 1939 objavili v Poročilih Akademije znanosti (Известие Академии Наук). 
Med 2. svetovno vojno so ga oprostili vojaške službe, ker so bili študentje izvzeti. Pomagali so graditi jarke okrog Moskve. Ko se je vrnil, je ponovno zaprosil za službo in so ga sprejeli. Bil je dvakrat ranjen. Leta 1943 je ob drugem ranjenju v bolnici končal diplomsko nalogo, ki mu jo je že pred vojno podal profesor mehmata M. A. Krejnes. Objavili so jo leta 1945 v Matematičnem zborniku (Математический сборник). Za diplomo je od Moskovskega matematičnega društva prejel prvo nagrado in je tudi edini, ki jo je prejel dvakrat. 
Zadnje leto dodiplomskega študija je študiral pri Luzinu, učitelju mnogim najboljšim sovjetskim znanstvenikom. Kronrod in Adelson-Velski sta bila tovariša in Luzinova zadnja študenta. 
Poročil se je in rodil se mu je sin. Odšel je na Inštitut za atomsko energijo Kurčatova. Tu se je odločil da ne bo raziskoval v čisti matematiki ampak v računalniški.
Kakor njegov učitelj Luzin je Kronrod vodil seminar za matematike. Imeli so ga za preroka na tem področji in ga klicali Saša. Kronrodova skupina se je srečevala med letoma 1946 in 1953. Ko je leta 1949 zagovarjal svojo magistrsko nalogo, so mentorji Keldiš, Kolmogorov in Menšov zaobšli doktorski naziv in mu podelili habilitacijo v fizikalnih in matematičnih znanostih. Doktoriral je na moskovski državni univerzi pod Luzinovim mentorstvom z dizertacijo Teorija funkcij dveh spremenljivk (Теория функций 2-х переменных).
Poučeval je na Pedagoškem inštitutu v Moskvi. V 1960-ih se je ukvarjal z matematičnim izobraževanjem v srednjih šolah, organiziral tečaje in razdeloval poučevalne metode.
Sodeloval je pri razvoju prvega večjega ruskega računalnika RVM-1, čeprav je rad povedal da je bil njegov tvorec N. I. Bessonov.
Na ITEP je med letoma 1950 in 1955 sodeloval s fiziki, med njimi s Pomerančukom in Landauom. Za numerične rešitve v teoretični fiziki je prejel Stalinovo nagrado in red rdeče zastave.
Leta 1955 je prvič uporabil elektronski računalnik v Laboratoriju Kržižanovskega na Inštitutu za energijo Sovjetske akademije znanosti, kasneje Inštituta za elektronsko nadzorovane stroje.
Bil je pobudnik mnogih programov za igre, še posebej šahovskih. Zelo se je zanimal za umetno inteligenco, potzem v Sovjetski zvezi znano kot hevristično programiranje. Njegov izjava je zelo znana: »šah je Drosophila umetne inteligence.« Ta navedek krasi spletno šahovsko stran »Games & Puzzles« Ameriške zveze za umetno inteligenco (AAAI).
ITEP je leta 1965 izzval in v letih 1966 in 1967 po dobrih devetih mesecih prek telegrafa premagal stanfordski program Kotok-McCarthy, ki je tekel na računalniku IBM 7090. Med razvijalci sta bila Adelson-Velski, ki je uporabil Brudnov nasprotniški iskalni algoritem alfa-beta, in Kronrod s svojo »splošno rekurzivno iskalno shemo.« Svetovala sta jim ruski šahovski mojster A. R. Bitman in svetovni prvak Botvinnik. To je bil prvi preskus Shannonove grobe sile proti izbirnemu iskanju. Ruski program je tekel na računalniku M-20, izdelanim leta 1958. Naslednik tega programa Kaissa je leta 1974 zmagal na prvem Svetovnem prvenstvu v računalniškem šahu v Stockholmu.
Kronrodova udeležba ni bila poceni. Fiziki v ITEP so se pritoževali in so mislili da laboratorij uporabljajo za igranje igric, ko so v oddelku pisali igro s kartami norih osem in šahovski program, ter upali da bodo stroj naučili mišljenja. Poleg tega je bilo tedaj po telegrafu nevarno pošiljati šahovski zapis, saj je bil podoben vohunskim šifram.
Ko mu je sovjetska komunistična partija očitala podpisovanje pisma z drugimi matematiki leta 1968 za obrambo matematika, logika in pesnika Jesenin-Volpina, sina Jesenina, so ga skupaj z Adelson-Velskim vrgli iz ITEP. Odpustili so ga tudi iz profesorske službe in mu prepovedali predavati na vseh visokih šolah.
Nato je bil predstojnik matematičnega laboratorija Osrednjega znanstvenoraziskovalnega inštituta patentnih informacij (CNIIPI) kjer je predlagal patentno prenovo za poživitev izumov. Ko je pridobil podporo, je zaradi brezčutnega predstojnika izgubil to službo. Nazadnje je vodil Osrednji geofizikalni ekspedicijski laboratorij, ki je obdeloval podatke od vrtanj. Tu je opravljal račune raziskav o plinu in nafti, vendar mu delovno mesto ni bilo v veselje. Kmalu se je preusmeril drugam.